# Sinagoga di Isacco
La sinagoga di Isacco (in polacco Synagoga Izaaka) è una sinagoga ebraica ortodossa del 1644 che si trova nello storico quartiere Kazimierz di Cracovia.
La sinagoga prende il nome dal suo donatore Izaak Jakubowicz, chiamato anche Isacco il Ricco, banchiere del re Ladislao IV. La sinagoga è stata progettata dall'architetto italiano Francesco Olivieri.

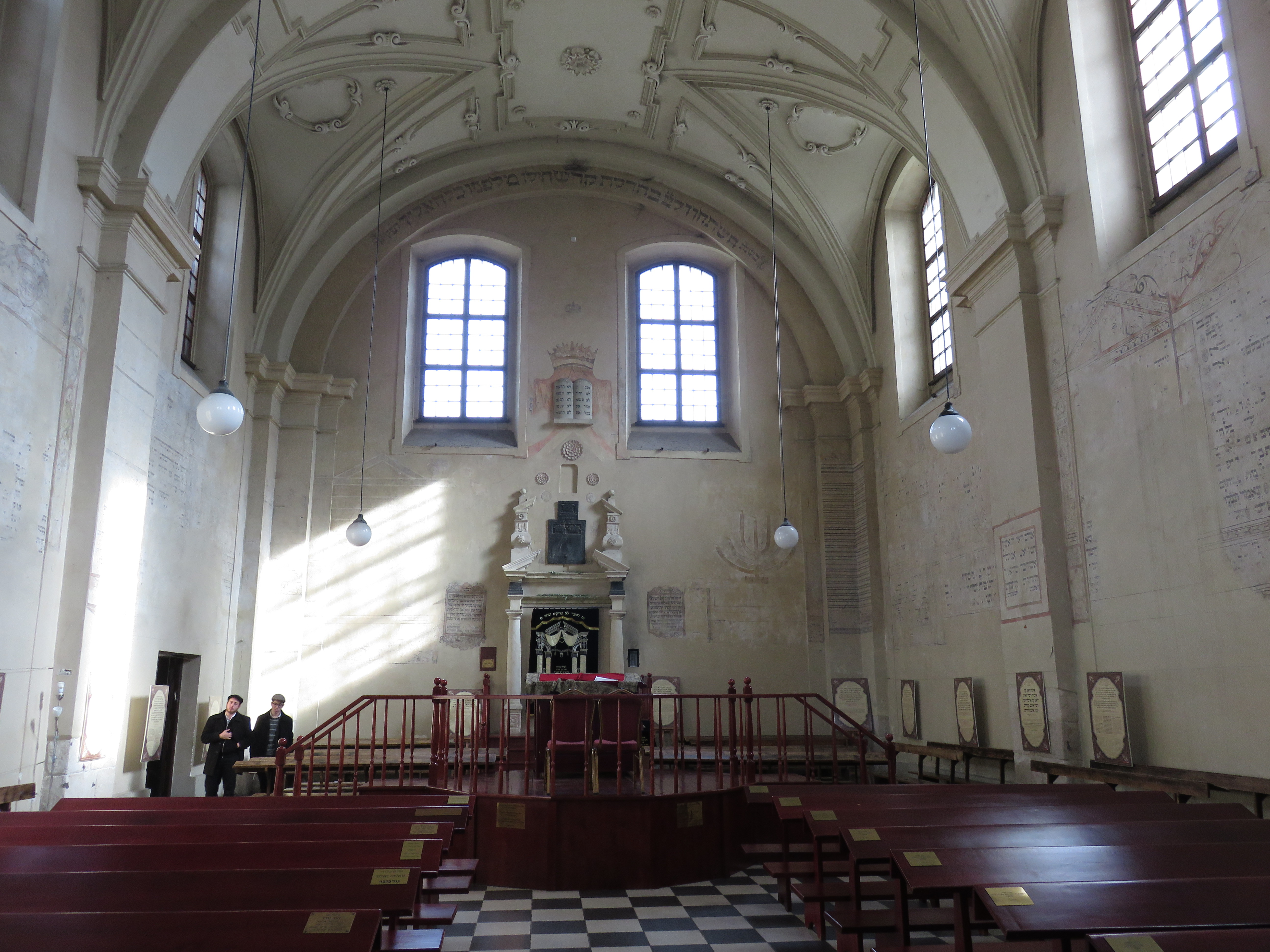
Interno della sinagoga

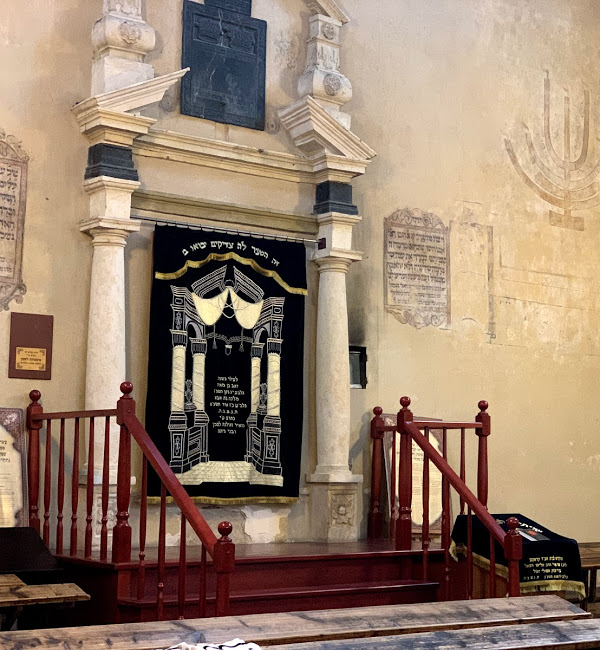
Arca della Torah della sinagoga

## Architettura
Le pareti interne del primo edificio barocco sono abbellite da preghiere dipinte, visibili dopo che il restauro ha rimosso gli strati di pittura che le ricoprivano. Il soffitto a volta è impreziosito da corone e ghirlande barocche in stucco.
Prima dell'occupazione nazista della Polonia, la sinagoga vantava un Aron Kodesh barocco in legno molto ammirato. Quando l'edificio venne progettato, il progetto fu considerato da alcuni funzionari diocesani troppo bello per gli ebrei, il che comportò dei ritardi nella costruzione della sinagoga.
La storica dell'architettura Carol Herselle Krinsky considera la sinagoga di Isacco "la più importante dal punto di vista architettonico" di tutte le antiche sinagoghe di Cracovia e, secondo la storica, il matroneo e le scale esterne che vi conducono sono un'aggiunta successiva all'edificio.

## Storia
Il 5 dicembre 1939 la Gestapo giunse all'edificio dello Judenrat di Cracovia e ordinò a Maximilian Redlich, il funzionario ebreo in servizio quel giorno, di bruciare i rotoli della Torah. Quando Redlich rifiutò, venne ucciso a colpi di arma da fuoco che poi distrussero gli interni e gli arredi, inclusi il bimah e l'Aron Kodesh.
Nel dopoguerra l'edificio venne utilizzato da un atelier di scultura e restauro, poi da una compagnia teatrale come spazio di laboratorio e deposito di oggetti di scena e, fino a poco tempo fa, era uno spazio espositivo.
Nel 1981 un incendio ne ha danneggiato l'interno e nel 1989, con la caduta del comunismo in Polonia, l'edificio venne restituito alla comunità ebraica che lo riportò al ruolo di sinagoga ortodossa praticante.

## Leggenda associata alla sinagoga
La leggenda fondatrice della sinagoga fu raccontata per la prima volta all'inizio del XIX secolo dal rebbe polacco Simcha Bunim di Peshischa e diceva: "Ayzik Jakubowicz, un pio ma povero ebreo, sognò che c'era un tesoro nascosto sotto il vecchio ponte di Praga. Senza indugio si fece strada fin lì ma all'arrivo scoprì che il ponte era sorvegliato da una squadra di soldati e che scavare era fuori questione. Ayzik raccontò quindi all'ufficiale il suo sogno, promettendogli metà del bottino. L'ufficiale ribatté: "Solo gli sciocchi come gli ebrei polacchi possono credere nei sogni. Sono diverse notti che sogno che nella città ebraica di Kazimierz ci sia un tesoro nascosto nel forno della casa del povero ebreo Ayzik Jakubowicz. Credi che io sia così stupido da andare fino a Cracovia e cercare la casa di questo Isacco, figlio di Giacobbe?". Ayzik tornò immediatamente a casa, smontò il forno, trovò il tesoro e divenne ricco. Dopo questo è stato detto: 'Ci sono alcune cose che puoi cercare in tutto il mondo, solo per trovarle nella tua stessa casa. Prima che tu te ne renda conto, però, molto spesso devi fare un lungo viaggio e cercare in lungo e in largo»."